# Universidade de Belas
A Universidade de Belas (UNIBELAS) é uma instituição de ensino superior de Angola, localizada no município de Belas, que fica a cerca de vinte quilómetros do centro de Luanda.
O corpo docente compõe-se de cento e cinquenta e nove doutores, mestres e licenciados, maioritariamente angolanos, incluindo também alguns portugueses, brasileiros e cubanos.

## História
A Universidade de Belas foi criada pelo decreto nº 25/07, de 7 de maio de 2007, do Conselho de Ministros.
Em 2014 a universidade dispunha de duas mil vagas em quinze cursos, distribuídos pelas áreas de ciências da saúde, ciências económicas e sociais, engenharia e ciências jurídicas, funcionando em trinta e duas salas de aulas climatizadas e catorze laboratórios. A universidade dispõe ainda de uma sala para professores, uma biblioteca com internet, uma sala de conferências, uma reprografia e um restaurante para alunos e docentes.

## Estrutura orgânica
As unidades orgânicas ofertam os seguintes cursos:

### Faculdade de Engenharia
Em nível de graduação, em 2017, ministrava os cursos de:
- Engenharia Informática
- Engenharia de Petróleo

### Faculdade de Ciências de Saúde
Em nível de graduação, em 2017, ministrava os cursos de:
- Enfermagem
- Fisioterapia
- Análises Clínicas e Saúde Pública
- Nutrição e Dietética
- Medicina Dentária
- Gestão Hospitalar
- Farmácia

### Faculdade de Direito
Em nível de graduação, em 2017, ministrava o curso de:
- Direito

### Faculdade de Ciências Sociais e Económicas
Em nível de graduação, em 2017, ministrava os cursos de:
- Administração e Marketing
- Contabilidade e Gestão
- Gestão de Recursos Humanos
- Psicologia
- Relações Internacionais

## Extensão universitária
Em 2014, a Universidade de Belas iniciou a implementação de um projeto agropecuário na província do Cuanza Sul, nas especialidades de avicultura, criação de gado, nutrição e incubação, visando o aumento da produção nacional, com recurso a capitais privados.
Em 2015, o projeto estava a formar quinhentos e sessenta alunos, a maioria dos quais na avicultura, nos cursos de manejo exotérmico (corte de carne), incubação e nutrição usando fontes não convencionais, tentando a utilização de matérias primas de origem angolana capazes de formular rações sem que seja necessário recorrer à importação. Após a formação, os alunos têm aulas práticas numa fazenda da própria universidade, localizada na mesma província, onde poderão aplicar os conhecimentos adquiridos. Após a conclusão do curso, o emprego é garantido pelo próprio projeto.
A fazenda experimental tem uma área de mais de duzentos mil hectares, compondo-se de quatro partes - avicultura, criação de gado, porcos e uma lavra.

## Ingresso
A universidade possui ainda um programa que oferece anualmente bolsas a pessoas carenciadas. Alguns jovens da província de Luanda e do resto do país com dificuldades financeiras têm também a possibilidade de estudar ali no sistema de crédito-formação, sendo a única instituição de ensino superior do país a usar este tipo de financiamento. Em 2015, oitocentos e dezanove alunos encontravam-se a estudar na UNIBELAS nestas condições, embora o futuro do programa fosse incerto.